# 유재호 (야구 선수)
유재호(劉宰昊, 1991년 4월 7일 ~ )는 전 KBO 리그 LG 트윈스의 외야수이다.

## LG 트윈스시절
해병대 출신 윤요섭의 영향을 받아 2011년 시즌 후 해병대에 입대하여 사병으로 복무하였다.

## 출신학교
- 대구남도초등학교
- 대구중학교
- 대구고등학교